# Ochotnicza Straż Pożarna w Bujence
Ochotnicza Straż Pożarna w Bujence – organizacja społeczna powstała w 1966 roku w Bujence.
W roku 1966 grupa społeczników na czele z sołtysem, Stanisławem Kalinowskim, powołała do życia Ochotniczą Straż Pożarną w Bujence. W szeregi straży ogniowej wstąpiło 36 członków. Zarząd stanowili: Stanisław Kalinowski, Stanisław Komiażyk, Tadeusz Michalczuk, Ludwik Kalinowski i Józef Łukasiuk. Na potrzeby jednostki wybudowano niewielki budynek, w którym przetrzymywano: motopompę M-400, węże ssawne, szpadle, bosaki, wiadra, toporki i ręczną syrenę.
Przez kilka lat strażacy organizowali szereg imprez i gromadzili środki na nową remizę, którą oddano do użytku w roku 1971. W 1979 roku jednostka otrzymała używany samochód pożarniczy „Żuk”. W 1994 roku Urząd Gminy w Ciechanowcu dostarczył strażakom samochód gaśniczy Star 660 ze zbiornikiem na wodę, a w 2008 roku otrzymano od strażaków z Ciechanowca ciężki samochód Jelcz.
We wrześniu 2016 roku OSP w Bujence świętowała 50. rocznicę powstania. W uroczystościach udział wzięli przedstawiciele władz samorządowych, instytucji i firm oraz delegacje i poczty sztandarowe strażaków z Gminy Ciechanowiec. OSP otrzymała sztandar ufundowany przez osoby prywatne oraz firmy. Zasłużonym druhom wręczono złote, srebrne i brązowe Medale  „Za Zasługi dla Pożarnictwa”. Przyznano także odznaki „Za wysługę lat".
Współcześnie załogę OSP Bujenka stanowi 5 strażaków honorowych, 16 czynnych mężczyzn i jedyna w gminie żeńska drużyna OSP w składzie 6 druhen.